# Federico Antonio Sbert Muntaner
Federico Antonio Sbert Muntaner és un metge i polític mallorquí, nascut a Palma, diputat al parlament de les Illes Balears en la VIII legislatura.
Llicenciat en Medicina i Cirurgia, treballa com a metge de família i milita al Partit Popular, partit en el que és coordinador del programa de salut a la secció balear. Fou elegit diputat a les eleccions al Parlament de les Illes Balears de 2011, però renuncià a l'escó quan fou nomenat director general de Salut Pública i Consum de la Conselleria de Salut del Govern de les Illes Balears. Fou destituït del càrrec el gener de 2013.